# Ваянг Сиам
Ваянг Сиам малайск. wayang Siam  - разновидность ваянга в Малайзии, преимущественно в штатах Келантан и Тренгану. 

Представление ваянг Сиам в Куала-Лумпуре. Январь 2012 г.

Даланг Рослан Харун на представлении ваянг Сиам в Куала-Лумпуре. Январь 2012 г.

Имеет таиландское происхождение (провинция Патани, ранее входившая в состав Малайи), однако адаптирован для местного населения и идет на келантанском диалекте малайского языка. В репертуаре сцены из малайской версии «Рамаяны. 
Среди ведущих трупп ваянга - келантанская труппа во главе с Национальным деятелем культуры Хамзой Авангом Аматом (1940-2001), приезжавшая с гастролями в 1974 г. в Москву (выступала в помещении кукольного театра Сергея Образцова) . 
Этот по существу вымиравший жанр (если в 1930-е гг. в стране насчитывалось 130 далангов, то к началу 21 в. – лишь 5) возрождается усилиями правительства.